# Guy Rossi
Pour les articles homonymes, voir Rossi.
Guy Rossi, né en avril 1948 à Marseille, est un ultra-triathlète français non professionnel, champion du monde de décatriathlon en 1998 et pratiquant toujours en 2018.

## Biographie

### Jeunesse
Guy Rossi débute par le volley-ball, à Marseille, à l'âge de 10 ans. Il porte la flamme olympique lors de son parcours avant les Jeux olympiques de Grenoble de 1968 en tant qu'espoir national en volley-ball,.

### Pratique de l'ultra-triathlon

#### Compétitions
Guy Rossi participe à son premier triathlon en 1985, à 37 ans, après avoir reçu une publicité pour une épreuve se disputant à Genève. Accrochant vite à ce sport enchainé, mais regrettant le nombre trop important de participants qui entraine des bousculades, il se dirige rapidement vers l'ultra-triathlon, qu'il qualifie de « plus libre et plus convivial ». Il prend part à la première édition du Défi mondial de l'endurance, un triple-ultratriathlon soit trois fois la distance d'un triathlon distance ironman (11,4 km de natation, 540 km de cyclisme et 126,6 km de course à pied) organisé au Fontanil-Cornillon en 1988.
Il est sacré champion du monde de déca-triathlon en 1998. Il termine premier de la coupe du Monde IUTA (International Ultra Triathlon Association) en 1993, 1997 et 1999. Il termine quatrième du championnat du monde 2002, mais premier dans la catégorie des 50-60 ans (vétérans 2).
En 2005, Guy Rossi prend la médaille de bronze du championnat du monde sur la distance Double ultra-triathlon (7,6 km de natation, 360 km de cyclisme et 84,4 km de course à pied), derrière son compatriote Christophe Llamas, après 30 h 40 de course. Son parcours se découpe en 2 h 37 min 56 s de natation, 14 h 8 min 7 s de cyclisme et 13 h 32 min 30 s de course à pied.
En 2011, il clôt sa saison par le double anvil des États-Unis, bouclé en 32 h 54, ce qui lui permet de terminer neuvième au classement mondial global et premier dans la catégorie des plus de 60 ans. En 2015, à 67 ans, il a réalisé 67 double-ultratriathlons , le dernier en Floride, en 33 h 34, ce qui le classe dix-septième de l'épreuve et premier de la catégorie des plus de 60 ans.
Guy Rossi a également été le mentor de l'ultra-triathlète Dominique Leplant, deuxième de la coupe monde 2011,.
Il détient plusieurs records de longévité, qui lui ont valu le surnom de « La Légende » :
- seul athlète à avoir accompli 114 compétitions en ultra-triathlon[11] ;
- seul athlète à avoir terminé 11 déca-triathlons, soit 110 la distance d'un triathlon Ironman en seulement 11 compétitions (auxquels s'ajoutent 5 quintuples-ultratriathlons, 1 quadruple-ultra-triathlons, 27 triples-ultra-triathlons, et 70 doubles-ultra-triathlons[12], au 9 mars 2018),
- Seul pionnier de l'ultra-triathlon encore en activité en 2018, il réalise son dernier ultra-triathlon cette même année aux États-Unis[12].

#### Préparation et entrainements
De 30 à 35 heures de course par semaine au début, Guy Rossi a progressivement diminué ses entrainements à environ 18 heures par semaine en 2011. La course à pied est la discipline qu'il travaille le plus, car étant « la plus dure ». La natation est moins abordée, il la considère comme une partie à réaliser sans trop dépenser d'énergie afin de se réserver pour la suite. La gestion des périodes de repos est cruciale pour lui. Il préfère dormir au bord d'une route, car « C’est trop dur de repartir lorsque l’on est bien installé dans un lit et au chaud », ne donnant pas ainsi envie de reprendre la course. 
Il a réalisé plusieurs années cinq ultra-triathlons lors de la même saison, grâce à un suivi régulier de son rythme cardiaque et d'un plan de préparation excluant les exercices fractionnés.
Il a eu pour préparatrice en 2008 la Québécoise Marie-Josée Saint-Onge. En 2024, un ouvrage a été publié sur sa méthode de  préparation et ses résultats en compétitions.

### Vie privée
Guy Rossi est professeur d'EPS à la retraite. Il a une femme, Annie. 
Il fait partie des 31 ambassadeurs de la ville de Colmar depuis 2015 en tant qu'ambassadeur sportif de la ville,.

## Performances

### Palmarès
- Coupe du monde d'ultratriathlon[3] :
  -  2e en 1990
  -  1er en 1993
  -  1er en 1997
  -  3e en 1998
  -  1er en 1999
  -  3e en 2003
  -  3e en 2005
  - 9e en 2011 -  1er en vétéran 3 (plus de 60 ans)
- Championnat du monde de décatriathlon :
  - 4e en 1992
  -  2e en 1997
  -  Champion du monde en 1998
  - 4e en 2002 -  1er en vétéran 2 (50-60 ans)[4]
- Championnat du monde distance double ultratriathlon :
  -  3e en 2005
- Plusieurs fois champion du monde vétéran.
- Plusieurs fois recordman du monde vétéran.
- 18 podiums internationaux.

### Records
| Épreuve                                                                            | Performance            |
| ---------------------------------------------------------------------------------- | ---------------------- |
| 10 km                                                                              | 35 min 26 s            |
| Semi-marathon                                                                      | 1 h 23                 |
| Marathon                                                                           | 2 h 55                 |
| Ironman                                                                            | 10 h 29                |
| Double Ultra-triathlon                                                             | 23 h 17                |
| Triple Ultra-triathlon                                                             | 40 h 30                |
| Quintuple Ultra-triathlon                                                          | 90 h 57                |
| Décatriathlon (36 km de natation, 1 800 km de cyclisme et 422 km de course à pied) | 9 jours 16 heures (RM) |